# Диазома
Диазома (др.-греч. διάζωμα — пояс) — широкий полукруглый проход между зрительными рядами в античном театре. Расчленял зрительные ряды на ярусы, служил для удобства передвижения между секторами театра. В небольших театрах была одна диазома, в крупных могло быть два таких концентрических прохода.
В древнеримской архитектурной традиции (в театрах, а также в амфитеатрах) диазома называлась praecinctiones или baltei. Ярусы зрительного зала (cavea), образованные двумя такими проходами, назывались: ima cavea (нижний), media cavea (средний) и summa cavea (верхний) и предназначались для зрителей разного социального статуса. Типичная ширина диазомы в малых и средних театрах составляла около метра, что позволяло разойтись двум людям. 